# Вернер фон Валбек
Вернер фон Валбек (на немски: Werner von Walbeck, * ок. 980/985; † 11 ноември 1014, Алерщет) е граф на Валбек и от 1003 до 1009 г. маркграф на Северната марка.

## Биография
Той е най-големият син на маркграф Лотар († 1003) и на Годила фон Ротенбург († 1015), дъщеря на граф Вернер I фон Ротенбург.
Той е още малолетен и наследява баща си след неговата смърт като маркграф, граф в Дерлингау и фогт на Валбек. Майка му успява да запази собствеността и маркграфството на съпруга си чрез плащане на 200 сребърни марки.
Вернер фон Валбек е сгоден с Луитгарда († 13 ноември 1012), дъщерята на маркграф Екехард I от Майсен († 1002). Когато той му отказва дъщеря си, Вернер я отвлича през 998 г. от манастир Кведлинбург, но трябва да я върне обратно. Това води до големи конфликти. Сватбата се състои през януари 1003 г. след смъртта на Екехард.
Вернер след това е в опозиция към крал Хайнрих II. Той има военни конфликти със зет си от Майсен и с маркграф Дедо I фон Ветин-Мерзебург.
През 1005 г. той задължава при мира от Вербен (първо наименование като „Castrum Wirbeni“) вендите да признаят немското владичество.
През юни 1009 г. Дедо I го обвинява при краля и прави опит да му вземе службата и влиянието. На 13 ноември 1009 г. той убива Дедо I, след като той му подпалва замъка му Волмирщет. Хайнрих му взема на дворцовото събрание в Пьолде маркграфството и даренията. Братът на Дедо I, Фридрих фон Айленбург, получава графството в севеверен Хасегау; неговият син Дитрих I даренията, заедно със замък Цьорбиг.
През 1012 г. умира съпругата му Луитгарда. След една година той е обвинен в държавно предателство чрез връзката му с Болеслав I от Полша против краля. След като не се явява при краля той е осъден. Освобождава се чрез заплащане. През 1014 г. той се опитва да отвлече Рейнхилда фон Байхлинген и се ранява. Той умира малко след това.